# Elektrodermalna aktivnost
Elektrodermalna aktivnost (EDA) je mera električne aktivnosti človeške kože. V najbolj poenostavljeni različici je EDA merilo človeškega znojenja. Znojenje je posledica procesov termičnega nadzora telesa ali človeškega psihološkega stanja, ki se izražata z aktivnostjo avtonomnega živčnega sistema. Ko je človek psihološko vznemirjen, navdušen ali aktiviran, se njegova EDA poveča. Reaktivnost EDA je lahko opredeljena kot raven spremembe EDA od neke izhodiščne ravni (baseline). 
Najvidnejši in zelo izčrpen pregled (pojavi, meritve, analize, aplikacije) električne aktivnosti človeške kože je podan v delu W. Boucsein, Electrodermal Activity. Poenostavljena različica osnov merjenja prevodnosti je Geršak, Electrodermal activity - a beginner’s guide.

## Uporaba EDA
EDA lahko spremljamo v nadzorovanem laboratorijskem okolju ali v realnem zunanjem okolju. V eksperimentih v kontroliranih laboratorijskih pogojih preskusne osebe opravljajo eksperimentalno nalogo v statičnem, običajno sedečem položaju (npr. delo za računalnikom), in to v nadzorovanih okoljskih pogojih (npr. nadzorovana relativna vlažnost in temperatura zraka, vibracije, zvočni hrup, osvetlitev prostora). Nadzorovani pogoji okolja zmanjšujejo zunanje motnje, ki lahko vplivajo na merilne instrumente, zagotavljajo manj nehotenih premikov preskusne osebe in omogočajo večjo osredotočenost preskusnih oseb. Po drugi strani spremljanje EDA v realnem življenju zunaj laboratorija zagotavlja bolj naravno in ekološko bolj veljavno okolje za ljudi. Posledično pa se znatno povečajo merilne napake zaradi EDA merilnikov, zaradi nihanja okoljskih parametrov, napak pri dinamični inštrumentaciji itd.  
V kliničnih okoljih in uporabni psihologiji se EDA pogosto uporablja za študije stresa in bolečine in študije človeških čustev. Uporablja se pri delovnih obremenitvah voznikov in človeških stanjih, kot so shizofrenija, panična motnja, tesnoba, multipla skleroza, hiperaktivnostna motnja s pomanjkanjem pozornosti (ADHD), avtizem, Alzheimerjeva bolezen. Uporablja se tudi pri rehabilitaciji možganske kapi, odkrivanju cistične fibroze, depresije, anoreksije, odvisnosti in diabetesa. EDA se uporablja tudi v IKT in zabavni industriji, izobraževanju in raziskavah prehrambene industrije.

## Električna aktivnost človeške kože - GSR, SC, EDA
EDA vključuje različne pojave in ne samo električne prevodnosti kože. Predstavlja mero za spremembe električnih lastnosti kože glede na človekovo psihološko stanje. V preteklosti je bil pojav poimenovan tudi galvanski odziv kože (GSR), elektrodermalni odziv (EDR), psihogalvanski refleks (PGR), odziv prevodnosti kože (SCR), simpatični odziv kože (SSR), nivo prevodnosti kože (SCL) itd. Izraz EDA velja za najbolj natančen izraz, ki opisuje pojav.
Fiziološko je EDA električna veličina, povezana z izločanjem znoja z znojnimi žlezami. V človeškem telesu obstajajo tri vrste znojnic: ekrine, apokrine in apoekrine. Znojnice so pretežno aktivne pri termoregulacijskem znojenju. Druga vrsta potenja je psihološko inducirano znojenje (čustveno potenje), ki je posledica psihološkega stanja človeka, kadar opravlja mentalno, kognitivno nalogo v različnih afektivnih stanjih, npr. stres, tesnoba, strah, bolečina, sitnost, sreča. Ekrine znojnice oživčuje simpatični živčni sistem, ki je aktiven ob psihološkem vzburjenju. So žleze, ki so večinoma vključene v čustveni odziv. Gostota teh žlez je največja na dlaneh, čelu, notranjem delu stopal. Na teh delih človekovega telesa poteka čustveno potenje, ki je neodvisno od temperature okolice in ga povzročajo čustveni (strah, užitek, vznemirjenost), fiziološki (hiperventilacija, taktilna stimulacija, gibi, zvoki) in kognitivni (mentalne vaje) dražljaji. Gustatorno potenje se nanaša na termično potenje zaradi zaužitja določene hrane (začinjena hrana). 

## Oblika signala EDA
V signalih EDA obstajajo močne razlike med posamezniki in znotraj posameznika, ki so odvisne od oseb, njihovih nalog in eksperimentalnih situacij. Običajno se nivo EDA giblje do nekaj deset mikrosiemensov (uS) z impulzi do nekaj mikrosiemensov.